# Robot tọa độ Descartes

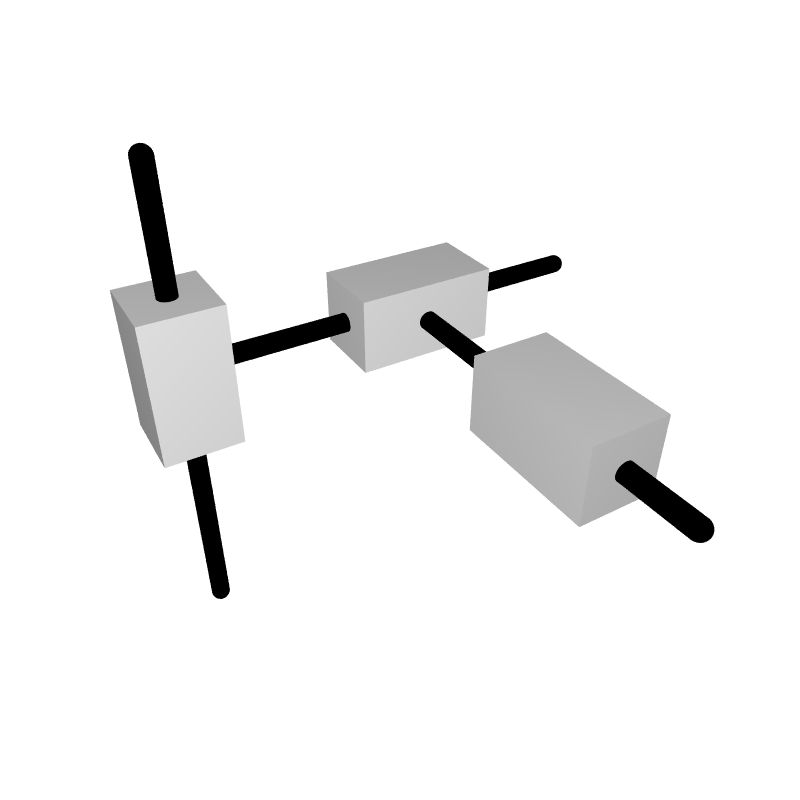
Sơ đồ động học của robot (phối hợp) Descartes

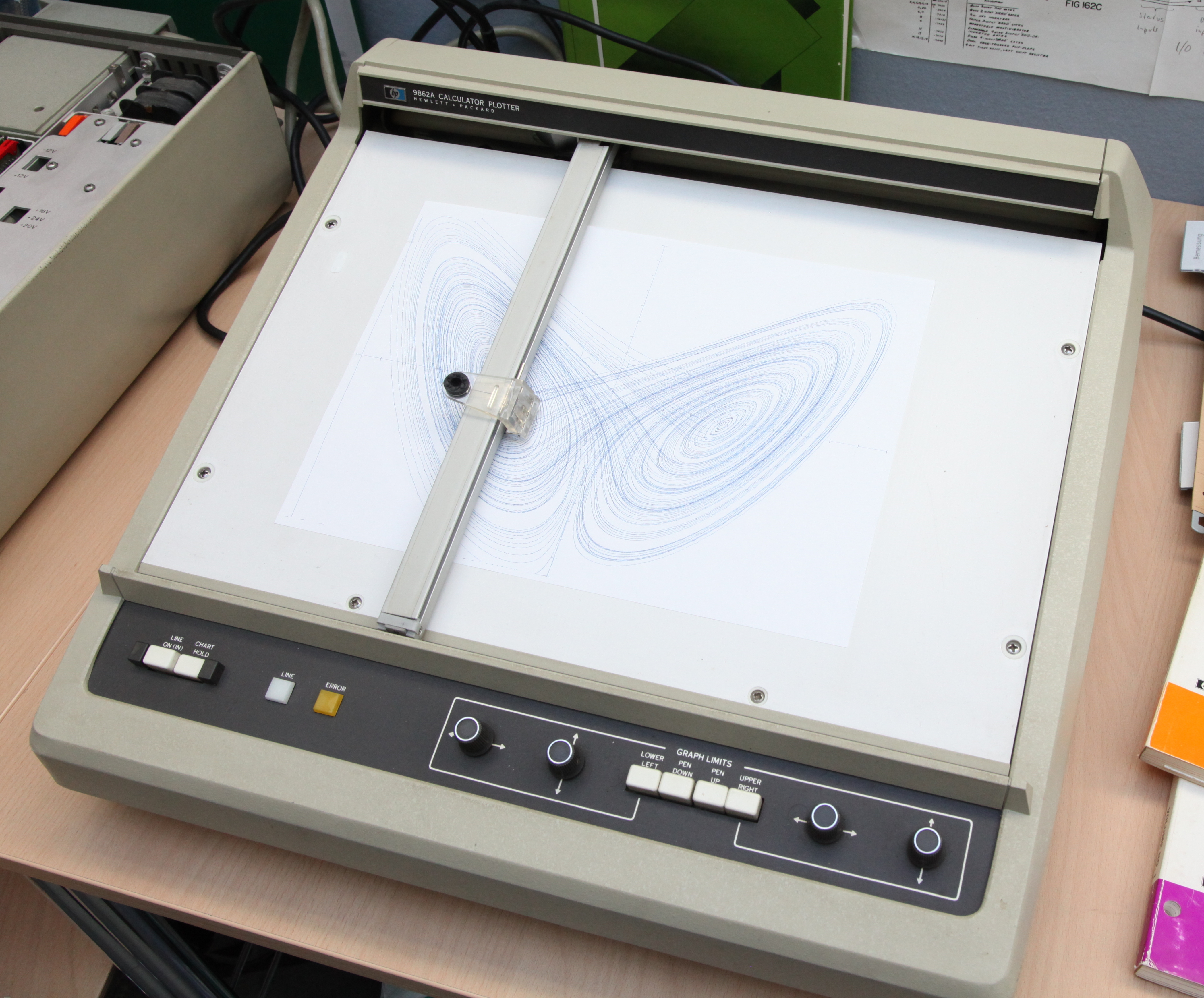
Một bản vẽ là việc thực hiện robot phối hợp Descartes.

Một robot tọa độ Descartes (còn gọi là robot tuyến tính) là một robot công nghiệp có ba trục điều khiển chính là tuyến tính (tức là chúng di chuyển theo đường thẳng chứ không phải xoay) và vuông góc với nhau.Ba khớp trượt tương ứng với việc di chuyển cổ tay lên xuống, vào-ra, tới-lùi. Trong số các ưu điểm khác, cách bố trí cơ khí này đơn giản hóa giải pháp cánh tay điều khiển Robot. Các robot kiểu Descartes với thanh nằm ngang được hỗ trợ ở cả hai đầu đôi khi được gọi là rô bốt cầu trục; về cơ học, chúng giống như cầu trục, mặc dù không phải là robot thông thường. Robot cầu trục thường khá lớn.
Một ứng dụng phổ biến cho loại robot này là máy tính điều khiển số (máy CNC) và in 3D. Ứng dụng đơn giản nhất được sử dụng trong máy phay và máy vẽ, nơi bút hoặc bộ định tuyến dịch qua một mặt phẳng x-y trong khi công cụ được nâng lên và hạ xuống bề mặt để tạo ra thiết kế chính xác. Các máy gắp và đặt và máy vẽ cũng dựa trên nguyên lý cơ bản của robot tọa độ Descartes.

## Ứng dụng
Robot tọa độ Descartes kiểu cầu trục công nghiệp được ứng dụng trên dây chuyền sản xuất máy tiện CNC để bốc dỡ các bộ phận liên tục. Nó thực hiện chuyển động tuyến tính 3 trục (X, Y và Z) ở tốc độ cao để tiết kiệm số lượng toán tử được thực hiện theo số lượng lưu trữ. Kể từ khi xử lý thường là trên CNC, giàn trên không cũng là một thuật ngữ phổ biến để mô tả loại cánh tay robot này. Thiết kế trên không phù hợp cho hầu hết hệ thống tự động hóa.